# Aşağıtarlacık
Aşağıtarlacık (türkisch für unteres Feldchen/Ackerchen) ist ein Dorf (Köy) im Landkreis Mazgirt der türkischen Provinz Tunceli. Im Jahr 2011 lebten in Aşağıtarlacık 55 Menschen.